# West Coast Bajau
West Coast Bajau (auch West Borneo Bajaw oder auch Badjaw,  Bajau,  Badjao,  Bajao,  Bajo) ist eine austronesische Sprache, die zu der Untergruppe der Sama-Bajaw-Sprachen gehört. Die Sprache wird in Teilen Sabahs auf der Insel Borneo gesprochen.
Die Bajau waren als Seenomaden bekannt, weshalb die unterschiedlichen Sama-Bajaw-Sprachen eine große geographische Verbreitung aufweisen. West Coast Bajau hat heute ca. 60.000 Sprecher, die größtenteils bilingual aufwachsen und neben West Coast Bajau auch der Amtssprache Malaiisch mächtig sind. Sie selbst benutzen den Terminus ling Sama, um ihre Sprache zu bezeichnen.

## Klassifikation
Das West Coast Bajau ist eine von neun Untergruppen der Sama-Bajaw-Sprachen, die insgesamt schätzungsweise 750.000 – 900.000 Sprecher umfassen. Die Sama-Bajaw Sprachen wiederum gehören zum West-Malayo-Polynesischen Zweig der austronesischen Sprachfamilie. 

## Geographische Verteilung

### Offizieller Status
West Coast Bajau wird an der Nord- und Westküste Sabahs auf der Insel Borneo von ca. 60.000 Menschen gesprochen. Neben den West-Coast-Bajau-Sprechern beheimatet Sabah auch noch Sprecher anderer Sama-Bajaw-Sprachen. Die größte ethnische Gruppe in Sabah sind jedoch nicht die Bajau, sondern die Kadazan-Dusun. Dennoch ist das West Coast Bajau die vorherrschende Sprache in der Region und hat den Status einer Verkehrssprache erlangt. Die Amtssprache Borneos hingegen ist Malaiisch, weshalb es heute viele malaiische Lehnwörter im West Coast Bajau gibt.

### Dialekte
Die genaue Anzahl der Dialekte ist unbekannt. Es werden entweder fünf Dialektbereiche unterschieden (Kota Belud, Putatan, Kawang, Papar und Banggi) oder aber nur drei: zentraler Dialekt der Westküste, Dialekt im Pitas District und Dialekt in Sandakan.

## Phonologie

### Konsonanten
|                        | bilabial | bilabial | labio- dental | labio- dental | dental | dental | alveolar | alveolar | post- alveolar | post- alveolar | retroflex | retroflex | palatal | palatal | velar | velar | uvular | uvular | pha- ryngal | pha- ryngal | glottal | glottal |
| ---------------------- | -------- | -------- | ------------- | ------------- | ------ | ------ | -------- | -------- | -------------- | -------------- | --------- | --------- | ------- | ------- | ----- | ----- | ------ | ------ | ----------- | ----------- | ------- | ------- |
| stl.                   | sth.     | stl.     | sth.          | stl.          | sth.   | stl.   | sth.     | stl.     | sth.           | stl.           | sth.      | stl.      | sth.    | stl.    | sth.  | stl.  | sth.   | stl.   | sth.        | stl.        | sth.    |         |
| Plosive                | p        | b        |               |               |        |        | t        | d        |                |                |           | ɖ         |         |         | k     | g     |        |        |             |             | ʔ       |         |
| Nasale                 |          | m        |               | ɱ             |        |        |          | n        |                |                |           |           |         | ɲ       |       | ŋ     |        |        |             |             |         |         |
| Vibranten              |          |          |               |               |        |        |          | r        |                |                |           |           |         |         |       |       |        |        |             |             |         |         |
| Frikative              |          |          |               |               |        |        | s        |          |                |                |           |           |         |         |       |       |        |        |             |             |         |         |
| Approximanten          |          |          |               |               |        |        |          |          |                |                |           |           |         | j       |       | ɰ     |        |        |             |             |         |         |
| laterale Approximanten |          |          |               |               |        |        |          | l        |                |                |           |           |         |         |       |       |        |        |             |             |         |         |

### Vokale
|                 | vorne | vorne | fast vorne | fast vorne | zentral | zentral | fast hinten | fast hinten | hinten | hinten |
| ung.            | ger.  | ung.  | ger.       | ung.       | ger.    | ung.    | ger.        | ung.        | ger.   |        |
| geschlossen     | i     |       |            |            |         |         |             |             |        | u      |
| halbgeschlossen | e     |       |            |            |         |         |             |             |        | o      |
| mittel          |       |       |            |            | ə       | ə       |             |             |        |        |
| offen           |       |       |            |            | a       | a       |             |             |        |        |

### Silbenstruktur
Der Vokal ist für die Silbe obligatorisch und kann fakultativ durch Konsonanten ergänzt werden. Daraus ergeben sich die folgenden Möglichkeiten für den Aufbau der Silbe: V, VC, CV, CVC.

### Betonung
Der Wortakzent liegt auf der Penultima (vorletzte Silbe) und ist in der Regel vorhersagbar: [ˈbokoɡ˺]  ‘Knochen’ ;  [kəliˈŋaŋgaʔ]  ‘rote Ameise’.
Das Schwa kann keine Betonung tragen, wodurch Ausnahmen zu dieser Regel entstehen: Wenn /ǝ/ in der vorletzten Silbe steht, wird die letzte Silbe betont.
Wenn eine totale  Reduplikation auftritt, kommt es zu einer Doppelbetonung: [ˈiŋor-ˈiŋor] ‘laut sein’.

### Morphonologie
Es gibt unterschiedliche morphophonologische Erscheinungen: Neben der Elision von Lauten (meist sind das Schwa oder der Glottisverschlusslaut davon betroffen) oder der Veränderung von Wurzelvokalen aufgrund von Affixen aus Gründen der Vokalharmonie, findet auch das Phänomen der Nasalfusion statt. Dabei variiert das nasale Präfix in der tatsächlichen Realisierung abhängig vom Artikulationsort des präfigierten Konsonanten.

## Morphologie
Bildung komplexer Wörter sowie die Flexionsmechanismen basieren auf einem konkatenativen Verfahren.

### Wortklassen
- Offene Wortklassen: Nomen, Verben, Adjektive
- Geschlossene Wortklassen: Präpositionen, Numerale, Quantifizierer, Demonstrative, Adverbien, Interjektionen

### Reduplikation
Im West Coast Bajau ist vor allem die totale  Reduplikation häufig zu finden. Es gibt aber auch Fälle von partieller Reduplikation und Fußreduplikation.
Die Funktionen der Reduplikation sind vielfältig: In manchen Fällen tritt sie als inhärentes strukturelles Feature auf, d. h. die Wurzel selbst ist bereits eine verdoppelte Form (mono-mono 'plötzlich'; kuro-kuro 'Schildkröte'). Zudem wird sie häufig als Wortbildungsprozess verwendet. manuk-manuk ‘fliegendes Ding’ (manuk ‘Huhn’). Hierbei kann unter Umständen auch ein Wortartwechsel stattfinden: sapu-sapu ‘Besen’ (sapu ‘fegen’). Generell wird Reduplikation im West Coast Bajau als ein produktiver Wortbildungsprozess eingesetzt, um Pluralformen, Diminutive und Interrogativpronomen zu bilden oder auch um Emphase und repitative Handlungen auszudrücken.

## Syntax

### Subjekte
Die Kategorie  'Subjekt' hat in vielen austronesischen Sprachen in der Vergangenheit zu einer regen sprachwissenschaftlichen Diskussion geführt. Das Problem im West Coast Bajau liegt darin, dass die verschiedenen grammatischen Funktionen, die prototypischerweise in der Kategorie 'Subjekt' zusammenfallen, häufig von verschiedenen Elementen getragen werden: Nämlich zum einen vom Agens und zum anderen von der  nominalen NP. Mark T. Miller nimmt eine Kategorisierung mit syntaktischem Schwerpunkt vor und stellt fest, dass in transitiven Sätzen die nominale NP (die durch die Verbmorphologie ausgewählt wird) die grammatischen Hauptfunktionen trägt und daher als das ‚Subjekt‘ anzusehen ist.

### Diathesen
Die semantische Rolle des Arguments wird durch die morphologische Markierung am Verb verdeutlicht.
In West Coast Bajau wird im Wesentlichen zwischen AV (actor voice) und UV (undergoer voice) unterschieden und dies dann durch alle transitiven Verben transportiert. Sowohl Sätze mit UV, als auch Sätze mit AV werden also transitiv realisiert. Es handelt sich daher um ein symmetrisches System. Neben der abweichenden Verbmorphologie ändert sich auch die Satzstellung.
| AV                       |
| Mali boi ng-opo’ kayu e. |
| PN CMPL AV-chop wood DEM |
| ‘Mali hackte das Holz.’  |

| UV                       |
| Boi ø-opo’ Mali kayu e.  |
| CMPL UV-chop PN wood DEM |
| ‘Mali hackte das Holz.’  |

| Passiv                               |
| Kayu e ni-opo’ (le’ Mali).           |
| wood DEM PASS-chop PREP PN           |
| 'Das Holz wurde gehackt (von Mali).' |

### Transitivität
Miller kategorisiert West Coast Bajau als  Sprache mit gespaltener Transitivität. Die intransitiven Verben sind somit weder nur unergativ, noch nur  unakkusativ, sondern je nach Zugehörigkeit zu einer semantischen Gruppe das eine oder das andere. Die klarsten unergativen Verben sind die willentlichen Handlungen, die klarsten unakkusativen Verben sind die Zustandsveränderungsverben. Auffallend ist, dass die unakkusativen Verben meist nullmarkiert sind, während die unergativen morphologisch markiert werden.

### Wortstellung
West Coast Bajau ist eine VSO- oder SVO-Sprache.
Die Wortstellung ist ein wichtiges Merkmal zur Identifizierung der Argumentstruktur, da keine Kasusmarkierung vorhanden ist: Nur das Subjekt kann präverbal erscheinen.